# Banksie osténkatá
Banksie osténkatá (Banksia spinulosa) někdy také zvaná paučkovec osténkatý, je jeden z mnoha stálezelených druhů rodu banksie z čeledě proteovitých, dřeviny která pochází z australského kontinentu.

## Výskyt
Vyrůstá na východě Austrálie, ve státech Viktoria, Nový Jižní Wales a Queensland. V oblastech okolo pobřeží je poměrně nízkého vzrůstu, od moře ve vzdálenějším lesnatém terénu bývá vyšší a jeho větve vyrůstají vzpřímeněji. Dobře roste v lehké až středně těžké půdě která bývá občas vlhká, ale dobře odvodněná, bývá součástí podrostů suchých lesů a vřesovišť. Volí spíše půdu kyselou, vysoký obsah vápence zpomaluje růst a způsobuje žloutnutí listů.

## Popis
Vyrůstá ve formě keře dosahující do výšky 1 až 5 m, jeho větve mají z počátku kůru hladkou s lenticelami která stárnutím rostliny rozpraskává.
Listy, dlouhé 3 až 10 cm a široké do 2 cm s řapíky délky 1 až 3 mm, vyrůstají na větvích střídavě, jsou na líci porostlé chlupy drsnými a na rubu jemnými. Jejich čepele jsou úzké až čárkovité, s klínovitou bází a tupými konci, zakřivené nebo téměř ploché s podvinutým okrajem, po obvodu bývají celistvé nebo v horní části jen krátce zubaté.
Květenství široká až 10 cm jsou uspořádána do hroznů mající dřevnaté osy dlouhé i 45 cm. Květy jsou oboupohlavné, vytrvalá čtyřčetná okvětí mají lístky 2 až 3 cm dlouhé žluté nebo zlaté barvy. Čnělka vyrůstající ze spodního semeníku tvořeného jediným plodolistem je žlutá nebo tmavě červená až fialová. Rozkvétají přibližně v dubnu až srpnu, opylovány jsou hmyzem nebo drobnými ptáky sajícími z květů nektar. Od spodu květenství postupně tmavnou, vydrží ale na rostlině téměř rok.

## Rozmnožování
V dozrálém plodenství vyvinutém z hroznovitého květenství bývá i více než 100 úzce cylindrických dřevnatých měchýřků (tobolek) dlouhých 10 až 25 mm. Obsahují po dvou okřídlených obvejčitých semenech a jejich otevření se aktivuje převážně ohněm (požárem okolního buše), semena jsou po dlouhou dobu takto dobře "uskladněna" a zabezpečena před zvířaty a nepřízní počasí. Při požáru mateřská rostlina zahyne, ale brzy vyklíčí po léta shromažďovaná semena.
Běžně se množí v zahradnictví, semena vyklíčí za dva až pět týdnů po výsevu, asi za tři roky vykvete a do plné výše doroste za pět až šest let. Je vyšlechtěno hodně kultivarů s obzvláště velkými a pěkně zbarvenými květenstvími, ty se množí řízkováním.

## Význam
Banksie osténkaté se často vysazují od parků a okrasných zahrad, keře bývají husté a kompaktní, pouze na zastíněném místě řídké a vytáhlého vzrůstu, poměrně dobře snáší i pokles teploty k bodu mrazu. Jejich květenství se používá do kytic řezaných květin. Po odkvětu lze keř prořezávat, většinou se tvaruje do koule o průměru cca 2 m, tehdy přináší na plném slunci nejkrásnější květenství.

## Taxonomie

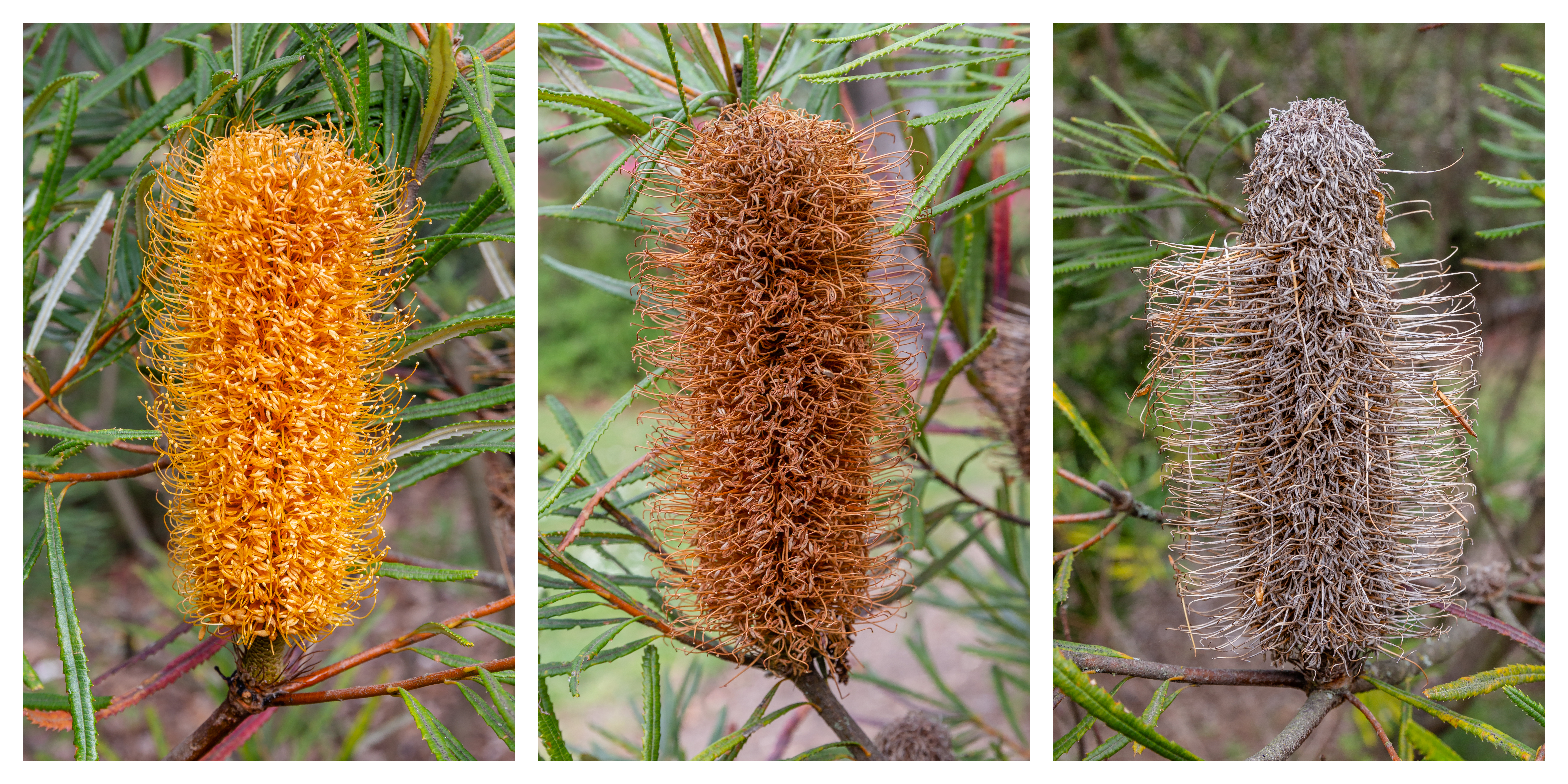
Tři stadia odkvětu banksie osténkaté

Jsou uznávány čtyři variety banksie osténkaté.
- Banksia spinulosa Sm. var. spinulosa Smith

(Keře mají plstnatými kmínky, listy úzce čárkovité s podvinutým okrajem jsou obvykle na vrcholku jemně pilovité, čnělky jsou červené nebo zlaté, vyskytuje se v Queenslandu)
- Banksia spinulosa Sm. var. cunninghamii (Reichb.) A .S. George

(Keře bývají vysoké až 5 m, listy široce čárkovité se zakřiveným, celistvým nebo pilovitým okrajem jsou zespodu plstnatě hnědé, čnělky jsou obvykle tmavé, vyskytuje se v Queenslandu, Novém Jižním Walesu a Viktorií)
- Banksia spinulosa Sm. var. neoanglica A. S. George

(Listy jsou široce čárkovité, okraj mají zakřivený a celistvý až pilovitý, naspodu jsou plstnatě hnědé, čnělky bývají obvykle tmavé, vyskytuje se v Queenslandu a Novém Jižním Walesu)
- Banksia spinulosa Sm. var. collina (R. Br.) A. S. George

(Kmínky jsou plstnaté nebo drsně chlupaté a v horních částech brzy olysávají, listy jsou čárkovité až úzce obvejčité se zakřiveným okrajem, téměř k bázi pilovité, naspodu bíle plstnaté, čnělky jsou červené nebo zlaté, vyskytuje se v Queenslandu).